# ARINC 629
ARINC 629 — стандарт на компьютерную шину для применения в авионике. Разработан фирмой ARINC. ARINC 629 является усовершенствованным вариантом ARINC 429.
Основные усовершенствования ARINC 629 по сравнению с ARINC 429:
- увеличено количество абонентов шины (с 20 до 120);
- шина стала двунаправленной (шина ARINC 429 допускала только передачу от одного абонента к нескольким);
- увеличена пропускная способность шины (c 100 Кбит/с до 2 Мбит/с).

Используется на самолётах Boeing B-777.